# Jaktorów (gmina)
Jaktorów – gmina wiejska w województwie mazowieckim, w powiecie grodziskim. W latach 1975–1998 gmina położona była w województwie skierniewickim.
Siedziba gminy to Jaktorów.
Według danych z 30 czerwca 2004 gminę zamieszkiwało 9885 osób, a według spisu powszechnego z 2011 roku 10 939.

## Położenie
Gmina znajduje się w zachodniej części województwa mazowieckiego, w powiecie grodziskim. Graniczy z miastem Żyrardów oraz z gminami: Radziejowice, Grodzisk Mazowiecki, Baranów i Wiskitki.

## Struktura powierzchni
Według danych z roku 2002 gmina Jaktorów ma obszar 55,24 km², w tym:
- użytki rolne: 78%
- użytki leśne: 8%

Gmina stanowi 15,06% powierzchni powiatu.

## Infrastruktura
Teren gminy przecina droga wojewódzka nr 719.

Przez obszar gminy przebiegają linie kolejowe relacji Skierniewice - Warszawa oraz Centralnej Magistrali Kolejowej relacji Grodzisk Mazowiecki - Zawiercie.

## Demografia

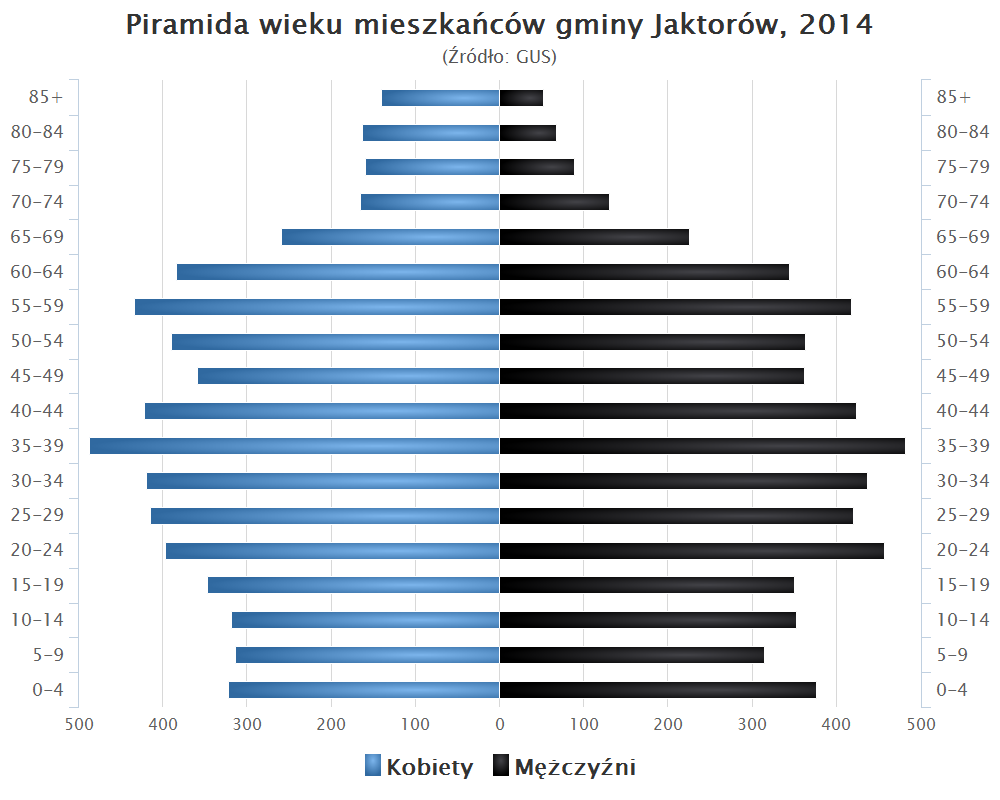
Piramida wieku mieszkańców gminy Jaktorów w 2014 roku

Dane z 30 czerwca 2004:
| Opis                              | Ogółem | Ogółem | Kobiety | Kobiety | Mężczyźni | Mężczyźni |
| --------------------------------- | ------ | ------ | ------- | ------- | --------- | --------- |
| jednostka                         | osób   | %      | osób    | %       | osób      | %         |
| populacja                         | 9885   | 100    | 5053    | 51,1    | 4832      | 48,9      |
| gęstość zaludnienia (mieszk./km²) | 178,9  | 178,9  | 91,5    | 91,5    | 87,5      | 87,5      |

## Sołectwa
Bieganów, Budy-Grzybek, Budy Michałowskie, Budy Zosine, Chyliczki, Grądy, Henryszew, Jaktorów A, Jaktorów B, Jaktorów-Kolonia, Międzyborów, Sade Budy, Stare Budy A, Stare Budy B

## Sąsiednie gminy
Baranów, Grodzisk Mazowiecki, Radziejowice, Wiskitki, Żyrardów